# Еспарцет

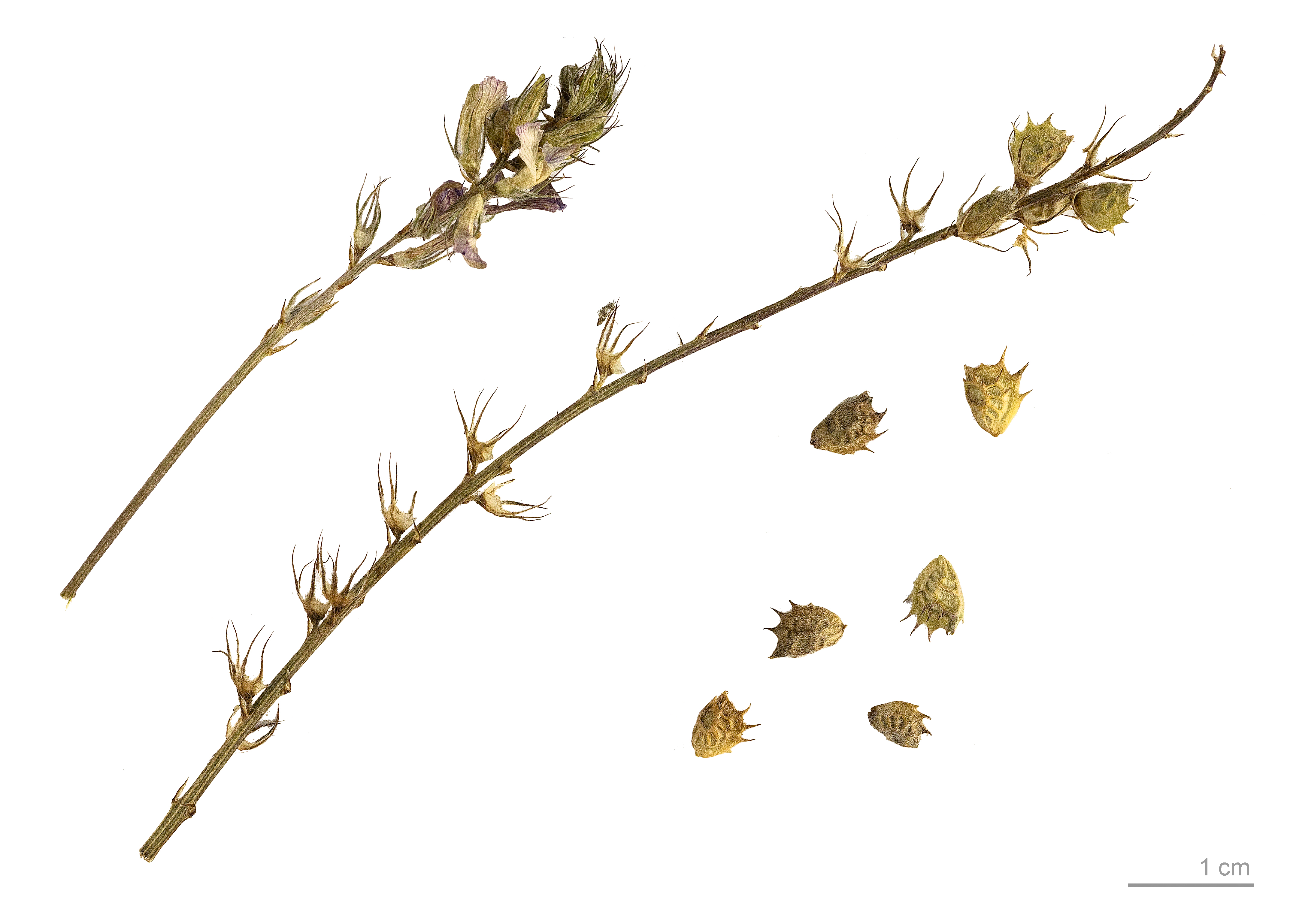
Onobrychis argentea — Тулузький музей

Еспарцет (Onobrýchis) — рід рослин родини бобових. Близько 130 видів, в Україні — 11. Більшість видів еспарцетів є цінними кормовими культурами та медоносами. У культурі використовують еспарцет виколистий, еспарцет піщаний та еспарцет закавказький. Урожай сіна — до 35-40 ц/га, насіння — до 12—15 ц/га.